# Amanita aestivalis
Amanita aestivalis là một loài nấm thuộc chi Amanita trong họ Amanitaceae. Khả năng dùng làm thực phẩm của loài nấm này vẫn chưa được xác định rõ, đây có thể là một loài nấm độc

## Phân bố
Tại khu vực Bắc Mỹ, nấm aestivalis được tìm thấy ở các bang Florida, Alabama, New York, Virginia, cụm bang thuộc New England của Hoa Kỳ cũng như ở các tỉnh phía đông nam của Canada.